# Houdini (Foster the People)
Houdini is een nummer van de Amerikaanse indierockband Foster the People uit 2011. Het is de derde single van zijn hun debuutalbum Torches.
De titel verwijst naar de Hongaars-Amerikaanse goochelaar Harry Houdini. Toen frontman Mark Foster het nummer op het Coachella 2011 introduceerde, zei hij dat het over zijn 'favoriete goochelaar' ging. Hoewel het nummer vrolijk klinkt, gaat het over Fosters angst voor afwijzing. Ook vraagt hij zich in de tekst af of hij met zijn muziek moet experimenteren of niet. "Houdini" werd nergens een hit; de Amerikaanse Billboard Hot 100 werd niet gehaald en in Nederland bereikte het slechts de 98e positie in de Single Top 100. Desondanks geniet het nummer wel veel bekendheid in Nederland.

## Tracklijst
Muziekdownload
1. "Houdini" – 3:20